# 後營里
後營里位於臺灣臺南市西港區東北部，因里內聚落「後營」而得名:589:69。而由於後營聚落人口眾多，所以在行政上分成東邊的後營與西邊的營西兩里:589:69。

## 沿革
該里在日治時期屬於西港庄大字後營，二次大戰後因後營人口眾多，以庄廟普護宮前道路為界，將東邊劃為「後營村」:589:69。2010年12月25日，因臺南縣市合併升格，改為後營里。

## 聚落與地名
後營里境內只有後營一個聚落:589:69。後營地名的由來，據說與明鄭時期的屯墾制度有關:589:69。據說當時屯墾的北路軍隊之後援部隊於此地屯墾，故稱後營:589:69。另外又有福建省泉州府同安縣人（今金門縣）蔡應科隨鄭軍到此開墾，傳有五房，其中以四房人口最多:589:70、71。這五房各成一個角頭，再加上新厝、水溝（仔）、竹圍（仔）、巷仔、社尾（仔）五個角頭，便是普護宮的十角頭:589:70、71。

## 宗教信仰
該里以後營普護宮為信仰中心，過去麻豆公學校後營分校（今後營國小）創立之初曾借用普護宮為校舍:589、590:71。